# Borlänge/Stora Tuna BK
Borlänge/Stora Tuna BK är en bandyklubb i Borlänge. Klubben bildades 1981 under namnet Borlänge St.Tuna BK (arbetsnamn Borlänge Bandy), då man på grund av spelarbrist slog ihop de två bandyklubbarna Borlänge bandyklubb och Stora Tuna IK. 
Borlänge Bandyklubb bildades redan 1946 och Stora Tuna tog upp sporten något senare. Mellan 2016 och 2019 gick föreningen under namnet Peace & Love City. Namnändringen var en del i ett samarbete med kulturfestivalen Peace & Love. Från säsongen 2019/2020 har föreningen återtagit namnet Borlänge Bandy.
Klubben spelar sina hemmamatcher på Tunets IP, där det finns en konstfrusen bandyplan och en mindre träningsplan. Klubben anlade konstfruset i egen regi 2006. Annars hade nog bandyn i Borlänge varit nedlagd. Man har nu ett A-lag, ett U-lag, och lag i alla yngre åldersklasser. Dessutom driver man skridsko- och bandyskola.  
Klubben arrangerar sedan mer än 30 år Borlänge Bandy Cup där Sveriges bästa lag för 12-åringar gör upp om segern under en helg i månadsskiftet januari-februari. Det första vandringspriset var i spel 27 år innan Vetlanda lyckades ta sin tredje seger.

## Kända spelare
Borlänges största profil är Per Fosshaug. Under säsongen 2012/2013 gjorde Borlängespelaren Erik Stoor succé i Allsvenskan och blev sedan värvad till Bollnäs, där han spelar sedan dess.

## Samarbete med Somalia
Samtliga utom en av Somalias uttagna spelare till VM 2014 är bosatta i Borlänge, och Borlänge Bandy hjälper till med träning och annat. Per Fosshaug är förbundskapten sedan starten i maj 2013. Att Somalia Bandy skapades och kom till spel i bandy-VM 2014 har sin upprinnelse i ett integrationsprojekt som Borlänge Bandy bedrev och där Patrik Andersson kom på att ett VM-lag skulle få fart på projektet. TV-profilerna Filip & Fredrik tände på idén och har gjort sin första dokumentärfilm "Trevligt folk" om lagets resa. Laget har än så länge (2017) deltagit i alla bandy-VM sedan dess.